# Emilio Barra
Emilio Barra Otazú (Miraflores, 9 de octubre de 1949) es un exfutbolista y entrenador peruano.

## Biografía
Su debut fue en Atlético Universidad por la Liga Distrital de Arequipa en 1967, y jugó por los clubes como FBC Melgar, Cienciano y Huracán. 
Es familia de diez hermanos, cinco hombres y cinco mujeres. Todos deportistas.
Su campaña en Atlético Universidad, hicieron que el entrenador Juan Guillermo Vizcarra lo llevara a Arequipa para marcar una época en el FBC Melgar hasta ese entonces. Tuvo su primera etapa entre 1970 y 1972 llevando a los rojinegros a ganar el título de la Copa Perú y regresar al torneo descentralizado después de varios años. En ese periodo, Neira formó una interesante dupla de mediocampo junto a Luis Ponce Arroé, más el atacante Eduardo Márquez. Es el sexto goleador histórico del FBC Melgar con 73 conquistas. 
En 1974, bajo su liderazgo en la cancha, y la conducción técnica de José Tadormina, hizo con Cienciano una campaña que destacar. En su primer año se convirtió en el goleador del equipo. 
En 1975 regresó a FBC Melgar, en las temporadas siguientes Barra seguía siendo titular en el dominó pero fue perdiendo no sólo su preponderancia en la cancha, sino que incluso su titularidad. En 1978, Bustamante le arrebató la capitanía del equipo, Barra no renovó contrato para el campeonato de 1981, donde precisamente los rojinegros logran conseguir la primera estrella nacional para FBC Melgar, perdiendo así su oportunidad de ser parte del plantel campeón. Se retiró ese año en Huracán de Arequipa.
En su paso total por el futbol profesional, solo contabilizando campeonatos nacionales, jugó 301 partidos, marcando 88 goles.

## Clubes

### Como jugador
| Clubes               | País | Año       |
| -------------------- | ---- | --------- |
| Atlético Universidad | Perú | 1967-1968 |
| FBC Melgar           | Perú | 1969-1972 |
| Cienciano            | Perú | 1973-1974 |
| FBC Melgar           | Perú | 1975-1980 |
| Huracán              | Perú | 1981      |

### Como entrenador
| Clubes          | País | Año  |
| --------------- | ---- | ---- |
| Deportivo Junín | Perú | 1987 |
| Progreso        | Perú | 1992 |

## Palmarés
| Título    | Club       | País | Año  |
| --------- | ---------- | ---- | ---- |
| Copa Perú | FBC Melgar | Perú | 1971 |